# Svjedoci (2003.)
Svjedoci, hrvatski dugometražni film iz 2003. godine.